# 34 (число)
34 (три́дцять чоти́ри) — натуральне число між 33 і 35.

## Математика
- 234  = 17 179 869 184

## Наука
- Атомний номер Селену

## Мистецтво
- Цикл 34 прелюдії і фуги М.Скорика

## Дати
- 34 рік; 34 рік до н. е.
- 1834 рік
- 1934 рік